# Marsdenia elephantina
Marsdenia elephantina är en oleanderväxtart som beskrevs av Rudolf Schlechter. Marsdenia elephantina ingår i släktet Marsdenia och familjen oleanderväxter. Inga underarter finns listade i Catalogue of Life.